# 東祖谷新居屋
東祖谷新居屋（ひがしいやにいや）は、徳島県三好市の町名。郵便番号は778-0205。

## 地理
三好市の南部に位置。北から西は東祖谷若林、西は東祖谷元井、南は東祖谷樫尾、東は東祖谷麦生土とそれぞれ接する。東境を谷道川が北流し、地域の北東端で祖谷川と合流している。

### 河川
- 祖谷川
- 谷道川

## 歴史
- 2006年（平成18年）3月1日 - 三好郡東祖谷山村が三野町・池田町・山城町・井川町・西祖谷山村と合併して三好市が発足し、現在の町名となる。

## 世帯数と人口
2021年（令和3年）12月31日現在の世帯数と人口は以下の通りである。
| 町丁         | 世帯数 | 人口 |
| ------------ | ------ | ---- |
| 東祖谷新居屋 | 24世帯 | 36人 |

## 小・中学校の学区
市立小・中学校に通う場合、学区は以下の通りとなる。
| 番地 | 小学校               | 中学校               |
| ---- | -------------------- | -------------------- |
| 全域 | 三好市立東祖谷小学校 | 三好市立東祖谷中学校 |

## 施設
- 堀切大師
- 祖谷川橋

### かつて存在した施設
- 三好市立栃之瀬小学校 - 2012年閉校。

## 交通

### 鉄道
- 最寄駅はJR土讃線の大歩危駅。

### 道路
国道
- 国道439号

都道府県道
- 徳島県道32号山城東祖谷山線
- 徳島県道・高知県道113号東祖谷山大杉停車場線